# Леувенберг, Антониус Йозефус Мариа
Антониус Йозефус Мариа Леувенберг (нидерл. Anthonius Josephus Maria Leeuwenberg, 11 августа 1930 — 2010) — нидерландский ботаник, систематик и коллекционер растений.       

## Биография
Антониус Йозефус Мариа Леувенберг родился в Амстердаме 11 августа 1930 года.
Он совершил обширные ботанические экспедиции в Бенине, Буркина-Фасо, Камеруне, Габоне, Кот-д’Ивуаре, Либерии, ЮАР и на Мадагаскаре.
Антониус Йозефус Мариа Леувенберг умер в 2010 году.

## Научная деятельность
Антониус Йозефус Мариа Леувенберг специализировался на семенных растениях.
Наиболее известен исследованиями рода Buddleja в лаборатории систематики и географии растений в Вагенингене. В результате его исследований многие азиатских виды из рода Буддлея были переведены в синонимику или в разновидности вида Buddleja crispa. 

## Некоторые публикации
- The Loganiceae of Africa XVIII — Buddleja L. II, Revision of the African & Asiatic species :  [англ.]. — Wageningen : Mededelingen Landbouwhogeschool, 1979. — doi:10.1111/j.1438-8677.1961.tb00035.x.
- A revision of Tabernaemontana two: the New World species and Stemmadenia :  [англ.]. — Kew, Wageningen : Royal Botanic Gardens, 1994.